# Carole Poliquin
Pour les articles homonymes, voir Poliquin.
Carole Poliquin est une réalisatrice québécoise.  Elle a étudié l'interprétation au  Conservatoire d'art dramatique de Québec. Elle a vécu en Turquie de 1974 à 1980.
Elle a traité de sujets sociaux, des problématiques des conséquences de la mondialisation libérale dans des documentaires engagés.  
Elle a obtenu le Prix André-Leroux en 1994 pour L’âge de la performance. 

## Filmographie
- Humus, documentaire, 2022
- L'empreinte, documentaire avec Roy Dupuis, 2014
- L'Homo Toxicus, documentaire 2008
- Le bien commun, l’assaut final  documentaire altermondialiste 2002
- l’Emploi du temps (2000), 57 min
- Turbulences (24 heures dans le marché global) (1997) 52 min
- L’âge de la performance (1994)
- Dites-moi, monsieur Jacquard..., série pour enfants (26 × 5 min), 1993
- Le dernier enfant, (1990)
- L'hypnose, reportage, 1988, coréalisatrice avec Isaac Isitan
- Les garderies qu'on veut, 1984, coréalisatrice avec Isaac Isitan